# Murauer Köpfe
Die Murauer Köpfe (auch Murauerköpfe) sind drei bis 2988 m ü. A. hohe Berggipfel in der Goldberggruppe der Zentralalpen in den österreichischen Bundesländern Kärnten und Salzburg.

## Lage und Umgebung
Die Murauer Köpfe befinden sich an der Grenze zwischen der Salzburger Gemeinde Bad Gastein im Norden und der Kärntner Gemeinde Flattach im Süden. Der Salzburger Teil der Berggipfel gehört zum Nationalpark Hohe Tauern. Die oberen Hänge in Kärnten liegen im Naturschutzgebiet Wurten. Die Gipfel sind Teil eines Gebirgskamms, der das Nassfeld umrahmt. Der Kamm beginnt beim Kolmkarspitz und führt über das Niedersachsenhaus, den Neunerkogel, die Herzog-Ernst-Spitze, das Schareck, den Weinflaschenkopf, die Schlapperebenspitzen, die Murauer Köpfe, den Hinteren Geißlkopf, den Vorderen Geißlkopf und den Westerfrölkekogel bis zur Hagener Hütte am Niederen Tauern.
Der Berg weist drei Teilgipfel auf: den Vorderen (2881 m ü. A.), den Mittleren (2988 m ü. A.) und den Hinteren Murauer Kopf (2913 m ü. A.). Ein Blockgletscher erstreckt sich nördlich und ein Firnfeld nordöstlich des Gipfelbereichs. Oberhalb des Blockgletschers liegt der kleine Sparangerkeessee, in dem ein Zulauf des in die Nassfelder Ache mündenden Höllkarbachs seinen Ursprung hat.
Über die südlichen Hänge verläuft der Weitwanderweg Zentralalpenweg und weiter unten im Tal eine schwere Mountainbikestrecke. Die Murauer Köpfe zählen zu den 55 Gipfeln des Gasteinertals, für deren vollständige Besteigung der Gasteiner Gipfelkranz vergeben wird, die höchste Klasse der Gasteiner Wandernadeln des Österreichischen Alpenvereins.

## Geologie
In geologischer Hinsicht sind die Murauer Köpfe vor allem von Granitgneis und Orthogneis des Tauernfensters (Penninikum) sowie von Phyllit, Schiefer, Phyllonit und Leukophyllit geprägt. Daneben gibt es Metadiabas und Grünschiefer sowie Kalkglimmerschiefer und Kalksilikatgneis.